# Le Monde moderne et la question juive
Pour les articles homonymes, voir La Question juive.

Le Monde moderne et la question juive est un essai d'Edgar Morin publié au Seuil en 2006.
Il s'agit d'une réflexion  sur les juifs « universalistes », assimilés, intégrés, laïques ou libres-penseurs. Tout au long des siècles, les  Juifs assimilés qu'Edgar Morin surnomme les « judéo-gentils » ont provoqué de la méfiance, de l'hostilité de la part des non-juifs tout en étant jugés comme des « traîtres » à leur peuple. Les Juifs assimilés par leur double culture ont contribué à enrichir la culture occidentale. Morin cite leurs noms parmi ceux qui ont marqué l’histoire dans  la médecine, le cinéma, la science, la presse, la littérature et la philosophie... Il s'attache à évoquer les marranes, ces Juifs d’Espagne et du Portugal  sommés de se convertir au catholicisme ou de partir à la fin du XVe siècle : Cervantès, Bartolomé de Las Casas, Montaigne, Spinoza sont leurs descendants.
Morin constate que les persécutions accroissent la part de repli sur le Judaïsme au détriment de l’universalisme. Ainsi le sionisme a-t-il été engendré par la France antidreyfusarde, prenant son essor seulement après la Shoah. La création d'Israël provoque une rupture : le retour d’un judaïsme national et le conflit israélo-arabe ont sonné le glas du « judéo-gentil ».
Morin critique sévèrement le tournant national-religieux pris par Israël, sa politique humiliante envers les Palestiniens, et les risques de catastrophe que représente cette posture agressive. Une position difficile qui lui a valu d'être attaqué en justice, bien qu'il fût innocenté.

## Table des matières du livre
I. Juifs, chrétiens, judéo-gentils

1. Judaïsme et christianisme. L'antijudaïsme

2. Les osmoses culturelles. De l'exception ibérique à la Renaissance

3. Du marranisme au post-marranisme

4. La participation à l'essor économique

5. L'émancipation : les judéo-gentils

6. Les anciens judéo-gentils

7. Le nouveau messianisme

Première conclusion
II La séparation dans l'insertion

1. L'antisémitisme

2. La diaspora avant 1933

3. L'hybridation culturelle

4. La séparation dans l'insertion

III. La tragédie

1. Du sionisme à Israël via le nazisme

2. Les deux démarcations

Conclusion - Bibliographie

Repères chronologiques
Le nœud gordien judéo-israëlo-palestinien

Juif : adjectif ou substantif

Le double regard : Israël-Palestine

Israël-Palestine : le simple et le complexe

Antisémitisme, antijudaïsme, anti-israélisme